# FGUP
FGUP (russisch Федеральное государственное унитарное предприятие, abgekürzt ФГУП; Federalnoje gossudarstwennoje unitarnoje predprijatie; englisch Federal State Unitary Enterprise, kurz FSUE; deutsch Föderales staatliches Unitarunternehmen, kurz FSU) ist eine Rechtsform in Russland und anderen postsowjetischen Staaten für Unitarunternehmen (Staatsunternehmen).
Das FGUP betreibt Einrichtungen, die nicht in seinem Eigentum stehen, sondern dem Gemeinwesen gehören, das das FGUP gegründet hat.
Das für Russland dazugehörige Gesetz „О государственных и муниципальных унитарных предприятиях“ wurde von der Staatsduma am 11. Oktober 2002 verabschiedet und von Präsident Wladimir Putin am 14. November 2002 in Kraft gesetzt. Mit dem Gesetz wird der Rechtsstatus des staatlichen Unitarunternehmens und der kommunalen Unitarunternehmens beschrieben. Dazu gehören die Rechte und Pflichten und das Verfahren zur Schaffung, Umstrukturierung und Liquidation der Unitarunternehmen.

## Beispiele für föderale staatliche Unitarunternehmen
- FGUP Rosoboronexport
- FGUP Atomflot
- Mikrogen
- WGTRK
- TASS